# Louis V de Bavière
Pour les articles homonymes, voir Louis V.
Louis V, né en mai 1315 et mort le 18 septembre 1361 à Zorneding près de Munich, est un prince issu de la maison de Wittelsbach. Le fils aîné de l’empereur Louis IV, il fut margrave de Brandebourg (en tant que Louis Ier) de 1323 à 1351, mais également comte régnant de Tyrol par son mariage avec la comtesse Marguerite de Goritz en 1342 et duc de Bavière de 1347 jusqu'à sa mort.

## Biographie
Louis V était le fils aîné de l’empereur Louis IV et de sa première femme Béatrice, fille du duc silésien Bolko Ier de Świdnica et de son épouse Béatrice de Brandebourg. Quelques mois avant sa naissance, en 1314, la dynastie bavaroise des Wittelsbach avait accédé au trône germanique pour la première fois par l'élection de Louis IV en tant que roi des Romains. Le nouveau roi pendant longtemps a dû se battre avec son rival Frédéric le Bel de la maison de Habsbourg ; finalement, en 1322, Louis IV a remporté la victoire à la bataille de Mühldorf ; néanmoins, il fut excommunié par le pape Jean XXII. En échange, le roi entame une campagne en Italie à l'automne 1327. Le 17 janvier 1328, il se fait couronner empereur à Rome avec le soutien de la nobilité sous la direction de Sciarra Colonna. 

### Margrave de Brandebourg
En 1323, à l'âge de huit ans, Louis V reçut la marche de Brandebourg comme fief de la part de son père,  mis sous tutelle du comte Berthold VII d'Henneberg jusqu'en 1330. C’est en tant que margrave et prince-électeur que Louis contribua à la déclaration de Rhens le 16 juillet 1338 s'opposant à toute ingérence du pape dans les affaires politiques du Saint-Empire. En 1340, à l'aide du comte Jean III de Holstein, il parvient à installer son beau-frère Valdemar IV sur le trône du royaume de Danemark.
Toutefois, la domination des Wittelsbach n'avait jamais été très populaire dans le Brandebourg. Louis ne séjourna que peu dans la marche et gouvernait largement par ses représentants, dont le burgrave Jean II de Nuremberg, le premier régent de la maison de Hohenzollern. Vers l'an 1325, consécutivement à l'assassinat du prévôt Nicolas de Bernau par des citoyens berlinois, les villes de Berlin et Cölln furent punies par un interdit du pape. À partir de 1328, Louis entra en guerre contre les ducs Otto et Barnim III de Poméranie pour s'approprier leur territoire, et le conflit ne se termina pas avant 1333 quand il dut abandonner à l'insistance de son père.

### Comte de Tyrol
Afin d’acquérir le Tyrol pour la famille Wittelsbach, Louis V se maria avec la comtesse Marguerite, fille du duc Henri de Carinthie, le 10 février 1342 à Meran - avant qu’elle n’ait divorcé de son précédent mari, Jean-Henri de Luxembourg. Jean-Henri était le frère cadet du futur empereur Charles IV et le fils de Jean l’Aveugle, qui avait déposé le père de Margarete, alors roi de Bohème, en 1310.
Guillaume d'Ockham et Marsile de Padoue défendirent ce premier « mariage civil » du Moyen Âge. Toutefois, le pape Clément VI excommunia le couple et le scandale fut connu à travers l’Europe entière. Le Tyrol fut également puni par un interdit. Louis assura aux nobles locaux qu'il ne modifierait en rien leurs libertés et s'imposa aux princes-évêques de Brixen et de Trente qui s'opposaient à lui. Au printemps 1347, il repousse avec succès une attaque de Charles IV de Luxembourg contre le château de Tirol. Charles se venge en détruisant les villes de Bozen et Meran.

### Duc de Bavière
Quand son père mourut en octobre 1347, Louis V lui succéda comme duc de Bavière ainsi que comte de Hollande, de la Zélande et de Hainault, en commun avec ses cinq frères. En 1349, la Bavière et les possessions des Wittelsbach aux Pays-Bas furent divisées : avec ses frères Louis VI le Romain et Othon V de Bavière, il reçut la Haute-Bavière. Ses frères Étienne II, Guillaume III et Albert Ier reçurent la Basse-Bavière, la Hollande et le Hainaut.
Louis, banni, ne pouvait pas prétendre à la couronne germanique. Le parti des Wittelsbach rivalise alors avec la maison de Luxembourg et essaie de décider le margrave Frédéric II de Misnie à accepter la couronne germanique. Toutefois, celui-ci n’a pas confiance en l’inconstance de son électorat et rejette la demande. Louis négocie ensuite avec l’allié de son père, le roi Édouard III d'Angleterre, pour rivaliser avec le nouveau roi germanique Charles IV. Édouard est élu le 10 janvier 1348 à Lahnstein mais renonce seulement quatre mois plus tard. Finalement, le parti des Wittelsbach élit le comte Gunther de Schwarzbourg comme anti-roi en 1349. Bien que Günther von Schwarzburg ne réussisse pas à atteindre la royauté, Louis V résiste avec succès à Charles IV. Il parvient à conserver toutes ses possessions pour la dynastie des Wittelsbach jusqu’à sa mort.
Allié au Danemark et au duché de Poméranie, Louis V repousse ensuite une révolte causée par le « faux Waldemar », un imposteur qui réclame le Brandebourg avec le soutien de plusieurs villes et du roi Charles IV. La guerre civile dévaste le Brandebourg. En mars 1350, Louis arrive à un accord avec Charles IV et le conflit prend fin. En 1349 et 1351, Louis délivre deux décrets pour dissiper les conséquences de la peste.
Louis abandonne le Brandebourg à ses frères Louis VI le Romain et Othon V en échange de la pleine administration de la Haute-Bavière. Louis combine ensuite l’administration de la Haute-Bavière et du Tyrol. Au terme de la Bulle d'or de 1356, seule la branche palatine des Wittelsbach et Louis VI le Romain en qualité de margrave de Brandebourg sont investis de la fonction élective, ce qui engendre un nouveau conflit entre Louis et Charles IV.
Louis a de bonnes relations avec les Habsbourg et arbitre les conflits entre Albert II, duc d’Autriche et la Suisse. Avec son soutien, l’excommunication de Louis et sa conjointe Margarete est annulée en 1359. Louis meurt en septembre 1361 pendant une chevauchée entre le Tyrol et Munich et son fils Meinhard III de Bavière lui succède. Il repose dans la cathédrale Notre-Dame de Munich.

## Famille et enfants
Il fut marié deux fois :
1324: Marguerite de Danemark (1305-1340), fille du roi Christophe II de Danemark
- Elisabeth de Bavière (1326?-1345?) (sans postérité)

1342: Marguerite de Carinthie (1318-1369), fille de  Henri de Goritz
- Hermann de Bavière (mars 1343-1360)
- Meinhard III (9 février 1344 à Landshut-13 janvier 1363 au château de Tyrol), marié en 1359 avec Marguerite de Habsbourg (1346-1366), fille du duc Albert II d'Autriche
- fille
- fille